# Csaba Hirbik
Csaba Hirbik (ur. 29 grudnia 1976) – węgierski zapaśnik walczący w stylu klasycznym. Olimpijczyk z Sydney 2000, gdzie zajął piętnaste miejsce w kategorii 69 kg.
Wicemistrz świata w 1998 i Europy w 2000 roku.
- Turniej w Sydney 2000

Przegrał z Francuzem Ghani Yalouzem i Valeri Nikitinem z Estonii.